# Caxias do Sul
Caxias do Sul er en by delstaten Rio Grande do Sul i det sydlige Brasilien- Byen har 463.501 (2022) indbyggere.

## Lufthavne
Festa da Uva